# Latimer (Misisipi)
Latimer es un lugar designado por el censo del Condado de Jackson, Misisipi, Estados Unidos. Según el censo de 2000 tenía una población de 4.288 habitantes y una densidad de población de 102.1 hab/km².

## Demografía
Según el censo de 2000, había 4.288 personas, 1.468 hogares y 1.174 familias residiendo en la localidad. La densidad de población era de 102,1 hab./km². Había 1.538 viviendas con una densidad media de 36,6 viviendas/km². El 94,47% de los habitantes eran blancos, el 2,12% afroamericanos, el 0,61% amerindios, el 1,52% asiáticos, el 0,05% isleños del Pacífico, el 0,30% de otras razas y el 0,93% pertenecía a dos o más razas. El 1,19% de la población eran hispanos o latinos de cualquier raza.
Según el censo, de los 1.468 hogares en el 41,8% había menores de 18 años, el 65,2% pertenecía a parejas casadas, el 9,7% tenía a una mujer como cabeza de familia y el 20,0% no eran familias. El 15,7% de los hogares estaba compuesto por un único individuo y el 4,6% pertenecía a alguien mayor de 65 años viviendo solo. El tamaño promedio de los hogares era de 2,92 personas y el de las familias de 3,23.
La población estaba distribuida en un 28,9% de habitantes menores de 18 años, un 8,8% entre 18 y 24 años, un 33,5% de 25 a 44, un 21,2% de 45 a 64 y un 7,6% de 65 años o mayores. La media de edad era 33 años. Por cada 100 mujeres había 103,3 hombres. Por cada 100 mujeres de 18 años o más, había 100,9 hombres.
Los ingresos medios por hogar en la localidad eran de 43.146 dólares ($) y los ingresos medios por familia eran 47.215 $. Los hombres tenían unos ingresos medios de 29.492 $ frente a los 22.164 $ para las mujeres. La renta per cápita para la ciudad era de 17.551 $. El 8,1% de la población y el 5,6% de las familias estaban por debajo del umbral de pobreza. El 13,4% de los menores de 18 años y el 14,0% de los habitantes de 65 años o más vivían por debajo del umbral de pobreza.

## Geografía
Según la Oficina del Censo de los Estados Unidos, la localidad tiene un área total de 42,0 km², todos ellos correspondientes a tierra firme.